# Campionati del mondo di ciclismo su pista 2020 - Americana femminile
La gara di americana femminile ai Campionati del mondo di ciclismo su pista 2020 si è svolta il 29 febbraio 2020 su un percorso di 120 giri per un totale di 30 km con sprint intermedi ogni 10 giri, di cui l'ultimo con punti doppi. La vittoria andò alla squadra olandese che concluse il percorso con il tempo di 35'21" alla media di 50,908 km/h.
Presero parte alla competizione 18 squadre di federazioni diverse, delle quali 16 completarono la gara.

## Podio
| Pos.    | Atleta                            | Nazionalità |
| ------- | --------------------------------- | ----------- |
| Oro     | Kirsten Wild Amy Pieters          | Paesi Bassi |
| Argento | Clara Copponi Marie Le Net        | Francia     |
| Bronzo  | Letizia Paternoster Elisa Balsamo | Italia      |

## Risultati
| Posizione | Atleti                            | Nazione       | Punti giri | Punti sprint | Totale |
| --------- | --------------------------------- | ------------- | ---------- | ------------ | ------ |
| 1         | Kirsten Wild Amy Pieters          | Paesi Bassi   | 0          | 36           | 36     |
| 2         | Clara Copponi Marie Le Net        | Francia       | 0          | 24           | 24     |
| 3         | Letizia Paternoster Elisa Balsamo | Italia        | 0          | 20           | 20     |
| 4         | Jolien D'Hoore Lotte Kopecky      | Belgio        | 0          | 13           | 13     |
| 5         | Amalie Dideriksen Julie Leth      | Danimarca     | 0          | 12           | 12     |
| 6         | Elinor Barker Neah Evans          | Gran Bretagna | 0          | 9            | 9      |
| 7         | Daria Pikulik Wiktoria Pikulik    | Polonia       | 0          | 9            | 9      |
| 8         | Marija Novolodskaja Diana Klimova | Russia        | 0          | 4            | 4      |
| 9         | Jennifer Valente Megan Jastrab    | Stati Uniti   | 0          | 2            | 2      |
| 10        | Franziska Brauße Lisa Klein       | Germania      | −20        | 5            | −15    |
| 11        | Lydia Boylan Lydia Gurley         | Irlanda       | −20        | 3            | −17    |
| 12        | Ganna Solovei Anna Nahirna        | Ucraina       | −20        | 0            | −20    |
| 13        | Léna Mettraux Aline Seitz         | Svizzera      | −20        | 0            | −20    |
| 14        | Leung Bo Yee Pang Yao             | Hong Kong     | −20        | 0            | −20    |
| 15        | Yumi Kajihara Kisato Nakamura     | Giappone      | −40        | 0            | −40    |
| 16        | Wang Xiaofei Liu Jiali            | Cina          | −40        | 0            | −40    |
| –         | Amy Cure Annette Edmondson        | Australia     | DNF        | DNF          | DNF    |
| –         | Palina Pivavarava Ina Savenka     | Bielorussia   | DNF        | DNF          | DNF    |